# Graziadio Isaia Ascoli
Graziadio Isaia Ascoli (Gorizia, 16 de juliol de 1829 – Milà, 21 de gener de 1907) fou un filòleg i lingüista italià d'origen furlà.

## Biografia
Ascoli nasqué el 1829 en una família benestant de religió jueva i de llengua italiana a la ciutat multiètnica de Gorizia que aleshores formava part de l'Imperi Austríac. Ben jove ja dominava algunes de les altres llengües que es parlaven tradicionalment a la ciutat: l'alemany, el furlà i el vènet. Més tard aprengué, durant la seva adolescència, l'hebreu antic amb el rabí Samuel Vita Lolli, un dels màxims erudits italians d'aquesta llengua. No tingué l'oportunitat de fer estudis regulars, ja que després de la mort del seu pare, va haver de dedicar-se a l'empresa familiar (una fàbrica tèxtil i una altra de paper).
Era autodidacte, però el seu rigor metodològic era igual o fins i tot superior al dels seus contemporanis de les universitats alemanyes, sobretot gràcies al fort sentit comú amb què reconduïa totes les qüestions a una base històrica, sense deixar-se seduir per metàfores com la de la "vida orgànica" de les llengües. De jove (1851) proposà una llengua internacional usable amb el telègraf, anomenada pasitelegrafia.
Incansable investigador de les llengües, la primera part de la seva carrera fou consagrada a l'indoeuropeu, i la segona, específicament al romànic i al cèltic. La teoria del consonantisme indoeuropeu fou en gran part obra seva. Del primer període és també una gran obra sobre la llengua dels gitanos i la seva investigació sobre la llengua dels etruscs.
El segon període s'inicià el 1873, amb la fundació de la revista Archivio Glottologico Italiano, que dirigí fins al 1901, des d'on s'interessà per tots els dialectes romànics, com els del ladí i del furlà. El primer volum conté una de les bases de la dialectologia històrica romànica. La causa del seu interès pel cèltic fou la seva fe en la teoria del substrat, en bona part formulada per ell, i en l'edició de texts cèltics es revelà tan bon filòleg com lingüista.
Fou Ascoli qui descobrí a la ciència internacional l'existència de tres llengües romàniques: el retoromànic, que ell anomenà ladí (Saggi ladini, 1873); l'arpità, que ell anomenà francoprovençal (Schizzi franco-provenzali, 1874); i, encara, l'istriot (Istria veneta, 1873). Demostrà que són sengles llengües romàniques plenament caracteritzades, i no pas dialectes de terceres llengües. Ja al final de la seva vida, la reacció contra la definició ascoliana del retoromànic generaria la llarga controvèrsia coneguda com a qüestió ladina.
El 1889 fou nomenat senador honorari i el 1901 ciutadà honorari de la ciutat de Milà.

## Obres
- Zigeunerisches (1865) (sobre el gitano)
- Lezioni di fonologia comparata del sanscrito, del greco e del latino (1870)
- Saggi ladini (1873)
- Schizzi franco-provenzali (1877)